# SO-03E
ドコモ タブレット Xperia Tablet Z SO-03E（ドコモ タブレット エクスペリア タブレット ゼット エスオーゼロサンイー）は、ソニーモバイルコミュニケーションズによって開発された、NTTドコモのLTEデータ通信（Xi）端末である。ドコモ タブレットのひとつ。
ソニー本体が製造・販売するWi-Fiモデル版もある(Xperia Tablet Zを参照)が、本項ではドコモ版について記述する。

## 概要
ソニーモバイルが初めて販売するタブレットで、タブレットとしてはシリーズ初のLTE回線対応モデルである。また、Xperiaシリーズでは初となるNOTTV対応機種で、地上デジタル放送対応機種でもある。
デザインは同時に発表されたXperia Z SO-02Eと同じくフラットなデザインを採用しており、薄さ6.9mm・重さ約495gと10インチクラスのタブレットとしては国内最軽量である。バッテリーは6,000mAhだが、Sony Tablet P以外のタブレットやSO-02Eと同様取り外しはできず、交換は有償預かり修理となり11,235円かかる(3,610mAhのMEDIAS TAB N-06Dと同額)。
カメラはメイン・サブともにソニーが開発した裏面照射型CMOSセンサー「Exmor R for mobile」を採用し、どちらも1080pのフルHD動画撮影が可能である。
本機種とXperiaスマートフォンとの連携機能として、本機種とXperiaスマートフォン同士をかざすだけで、ペアリングから接続までを自動で行い、Xperiaのスマートフォンで閲覧していたWebサイトや写真を共有して本機で閲覧することができる（その逆も可能）。また、Xperiaスマートフォンの電池残量が少ない時、本機種の内蔵バッテリーで充電することもできる。
日本向けWi-Fiモデル版はソニーから2013年4月13日に発売された。グローバルモデルでもWi-Fiモデルは用意されている。
かつてソニーが展開していた「Sony Tablet」シリーズはドコモ タブレットシリーズとは別のラインナップだったが、本機は前述の通りドコモ タブレットシリーズにラインナップされている。そのため、Sony Tabletシリーズになかった「NTT docomo Xi」のロゴが入っている。

## 主な機能
| 主な対応サービス                                | 主な対応サービス                         | 主な対応サービス                     | 主な対応サービス                                       |
| ----------------------------------------------- | ---------------------------------------- | ------------------------------------ | ------------------------------------------------------ |
| タッチパネル/加速度センサー                     | Xi/FOMAハイスピード                      | Bluetooth                            | DCMX/おサイフケータイ/NFC/かざしてリンク/赤外線/トルカ |
| ワンセグ/フルセグ/モバキャス/FM放送             | メロディコール                           | テザリング                           | WiFi IEEE802.11a/b/g/n                                 |
| GPS                                             | ドコモメール/電話帳バックアップ          | デコメール/デコメ絵文字/デコメアニメ | iチャネル                                              |
| エリアメール/ソフトウェアーアップデート自動更新 | デジタルオーディオプレーヤー(WMA)(MP3他) | GSM/3Gローミング(WORLD WING)         | フルブラウザ/Flash Player                              |
| Google Play/dメニュー/dマーケット               | Gmail/Google Talk/YouTube/Picasa         | バーコードリーダ/名刺リーダ          | ドコモ地図ナビ/Google Maps/ストリートビュー            |

## アップデート・不具合など
2013年4月23日のアップデート
- 電源キーを1秒以上押しても「電源を切る」などのメニューが表示されない場合がある不具合を修正する。
- ビルド番号が10.1.E.0.244から10.1.E.0.250になる。

2013年5月15日のアップデート
- タッチパネルの操作性を改善する。
- ビルド番号が10.1.E.0.250から10.1.E.0.265になる。

2013年6月19日のアップデート
- 動画コンテンツをHDMIケーブルを利用してモニター出力する際、正常に表示されない場合がある不具合を修正する。
- ビルド番号が10.1.E.0.265から10.1.E.0.269になる。

2013年9月12日のアップデート(機能バージョンアップ)
- 地上デジタル放送の受信機能に対応。
- 一部のゲームアプリの音声に雑音が入る場合がある不具合を修正する。
- ビルド番号が10.1.E.0.269から10.1.E.0.305になる。

## 歴史
- 2013年1月21日 - ソニーモバイルコミュニケーションズより発表。ただしこの時点ではどのキャリアから発売されるのかは未公表だった[12]。
- 2013年1月22日 - NTTドコモよりSO-03Eとして販売することを発表[4]。
- 2013年2月25日 - スペイン・バルセロナの携帯電話展示会「MWC 2013」にてソニーモバイルコミュニケーションズよりグローバルモデル発表[13]。
- 2013年2月26日 - 日本でもWi-Fi版を発売することを発表[14]。
- 2013年3月9日 - 事前予約開始。
- 2013年3月22日 - 発売開始[15]。
- 2013年7月10日 - 8月〜9月に配信される機能バージョンアップで、地上デジタル放送が受信できることを発表[5][16]。
- 2013年9月12日 - 地上デジタル放送に対応するアップデートを配信開始。